# Jorge Ledezma Cornejo
Jorge Ledezma Cornejo (Melga, Bolivia; 24 de agosto de 1963) es un político, abogado y ex diputado boliviano. Fue el ministro de defensa de Bolivia desde el 23 de enero de 2015 hasta el 31 de marzo de 2015, durante el tercer gobierno de Evo Morales Ayma.

## Biografía
Jorge Ledezma nació el 24 de agosto de 1963 en la comunidad de Melga, municipio de Sacaba en el departamento de Cochabamba. Comenzó sus estudios escolares en 1970, saliendo bachiller el año 1981. 
En 1983 continuó con sus estudios profesionales, estudiando la carrera de derecho y graduándose como abogado de profesión el año 1987.
Fue dirigente de la asociación de regantes de Melza el año 1997. Ocupó el cargo de presidente del comité de vigilancia de Sacaba en 1998. En 1999 fue candidato en las elecciones para la alcaldía de Sacaba por el partido del  Movimiento al Socialismo (MAS), saliendo tercer lugar con el 13.1% de los votos, pero en los años 2000 y 2001 pudo desempeñarse como alcalde.
En 2002, Ledezma candidateo en las elecciones generales por el MAS en la circunscripción 28 (provincias de Chapare y Tiraque) saliendo ganador con el 38.6% de los votos. Ledezma fue posesionado como diputado uninominal por la circunscripción 28 el 6 de agosto de 2002, ocupando el cargo hasta el 23 de enero de 2006. Pero para las elecciones generales de 2005, se gana la confianza de Evo Morales, postulándose nuevamente a la reelección como diputado, ganando las elecciones de ese año con el 50.7% de los votos y siendo reelegido por su misma circunscripción.

### Prefecto de Cochabamba (2008-2010)
El 10 de agosto de 2008, después de que el prefecto del departamento de Cochabamba Manfred Reyes Villa perdiera en el referéndum revocatorio frente al presidente de Bolivia Evo Morales Ayma, es posesionado como nuevo prefecto departamental Rafael Puente Calvo pero solo sería por un corto tiempo, ya que este fue reemplazado por Jorge Ledezma. Ledezma ocupó dicho cargo desde el 12 de diciembre de 2008 hasta el 4 de abril de 2010, entregando la prefectura al nuevo gobernador y ganador de las elecciones departamentales Edmundo Novillo Aguilar. En 2014 fue embajador de Bolivia en Perú.

### Embajador de Bolivia en Perú (2011-2014)
El año 2011, Jorge Ledezma fue designado por el presidente Evo Morales como embajador de Bolivia en el Perú. Estuvo en ese alto cargo diplomático hasta el año 2014.

### Ministro de Defensa de Bolivia (2015)
El 23 de enero de 2015, en reemplazo de Rubén Saavedra Soto, Jorge Ledezma es posesionado como el nuevo ministro de Defensa de Bolivia durante el tercer gobierno del presidente Evo Morales Ayma.
El 31 de marzo de 2015, Ledezma partió de la ciudad de La Paz en un avión Hércules de la Fuerza Aérea Boliviana, cargado con 13000 litros de agua además de algunos víveres y vituallas. El objetivo fue que el ministro debía de llevar esta ayuda al norte de Chile para entregar a los damnificados de las inundaciones de las regiones de Copiapó y Atacama que hasta ese entonces estaban siendo azotados por el maremoto y las inclemencias del tiempo. 
Ledezma llegó al lugar de los hechos y luego de entregar la ayuda brindo declaraciones a los medios de Chile. Pero aparte de las declaraciones del ministro, la prensa chilena se fijó en el logotipo que este llevaba en su vestimenta (chaleco), en cuya inscripción decía " El Mar es de Bolivia", causando repercusiones en varios e importantes medios de comunicación nacional, causando también repercusiones e indignación nacional en todo el país. Ya que según el gobierno chileno, el ministro de defensa había venido a su país a provocar con la demanda de la reivindicación marítima de Bolivia, aprovechándose del momento en que las poblaciones sufrían los inundaciones, esto en el norte de Chile.
Ese mismo día a las 9 de la noche y mientras Ledezma se encontraba aun en Chile, el presidente de Bolivia Evo Morales Ayma hace un cambio en su gabinete ministerial en el palacio quemado, posesionando al excandidato a la alcaldía de la ciudad de Santa Cruz de la Sierra Reymi Ferreira como el nuevo ministro de Defensa de Bolivia.
Según las palabras del presidente Morales, el cambio se dio porque el exministro Ledezma cometió un error al llegar a Chile con un chaleco referente a la reivindicación marítima además de que esta acción perjudicaría al juicio que el país llevaba en la Corte Internacional de La Haya y Morales aprovechó también la ocasión para dar las disculpas respectivas al gobierno chileno y pedir perdón al pueblo de Atacama sobre el acontecimiento suscitado por su ministro.

### Cónsul de Bolivia (2017-2019)
El 29 de marzo de 2017, Jorge Ledezma fue posesionado como cónsul de Bolivia en la ciudad de Sao Paulo en Brasil Fue considerado por los miembros de la comunidad boliviana como el mejor Cónsul que Bolivia tuvo en la ciudad y en la región.  Tuvo un papel fuerte en la regularización de documentos y en la formalización de los ciudadanos bolivianos en la ciudad de Sao Paulo y Itaquaquecetuba.
| Predecesor: Rubén Saavedra Soto | Ministra de Defensa de Bolivia 23 de enero de 2015 - 31 de marzo de 2015 | Sucesor: Reymi Ferreira Justiniano |